# Mbinanga
Mbinanga is een bestuurslaag in het regentschap Dairi van de provincie Noord-Sumatra, Indonesië. Mbinanga telt 545 inwoners (volkstelling 2010).